# Peugeot Motocycles
Peugeot Motocycles er en fransk producent af scootere og motorcykler. Peugeot byggede deres første motorcykel i 1898. Virksomheden er baseret i Mandeure, Frankrig og i Jinan, Kina.